# Balsaminaceae
Le Balsaminacee (Balsaminaceae A.Rich., 1822) sono una famiglia di piante erbacee dell'ordine Ericales, distribuite in Europa, Asia, Africa e Nordamerica.

## Tassonomia
Il Sistema Cronquist (1981) assegnava la famiglia all'ordine Geraniales, 
mentre la moderna classificazione APG la colloca nell'ordine Ericales.
La famiglia comprende solo due generi:
- Hydrocera Blume ex Wight & Arn. (1 specie)
- Impatiens Riv. ex L. (oltre 1100 spp.)